# Clarkia mildrediae
Clarkia mildrediae là một loài thực vật có hoa trong họ Anh thảo chiều. Loài này được (A.Heller) H.F.Lewis & M.R.Lewis mô tả khoa học đầu tiên năm 1953.

## Hình ảnh

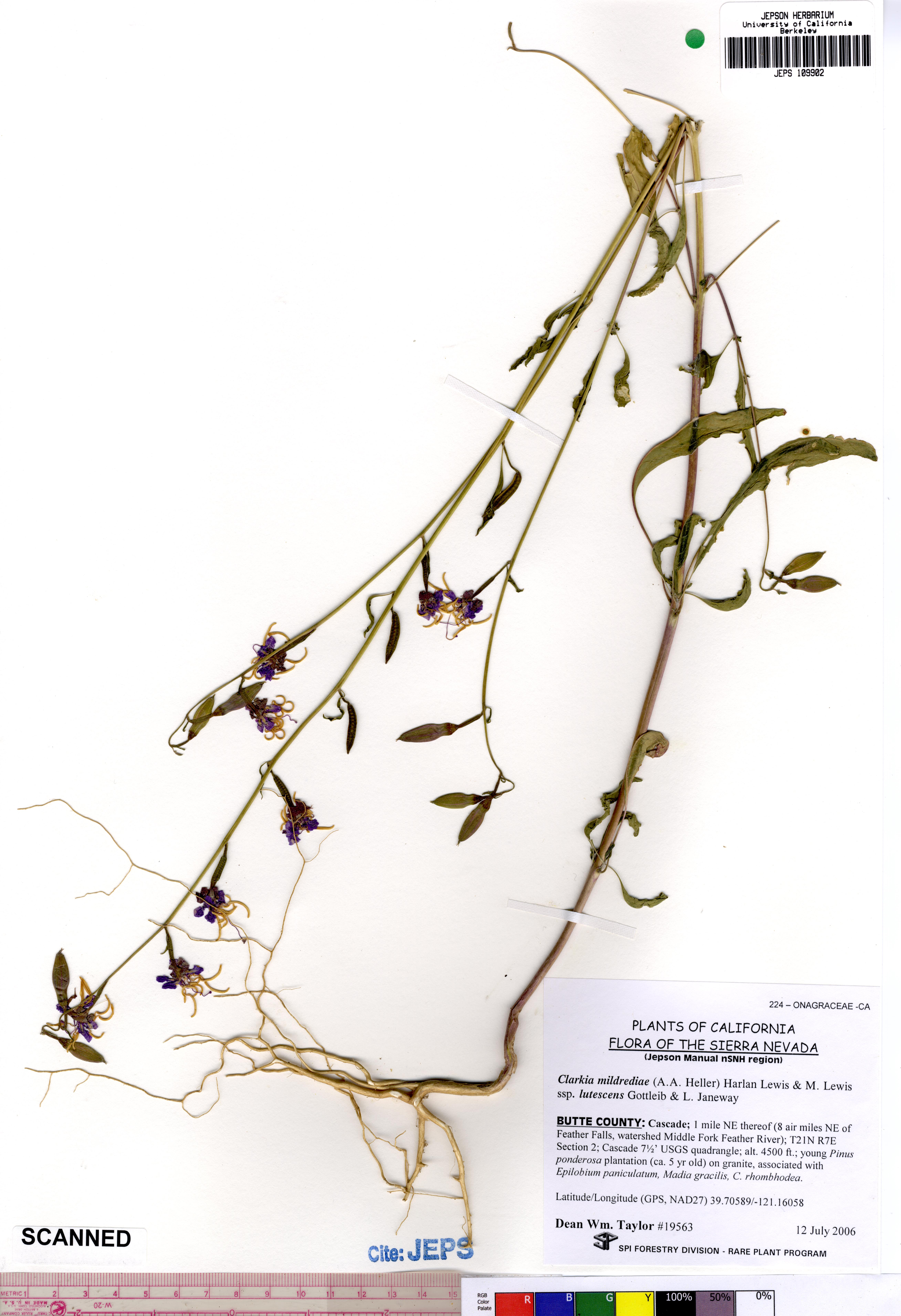
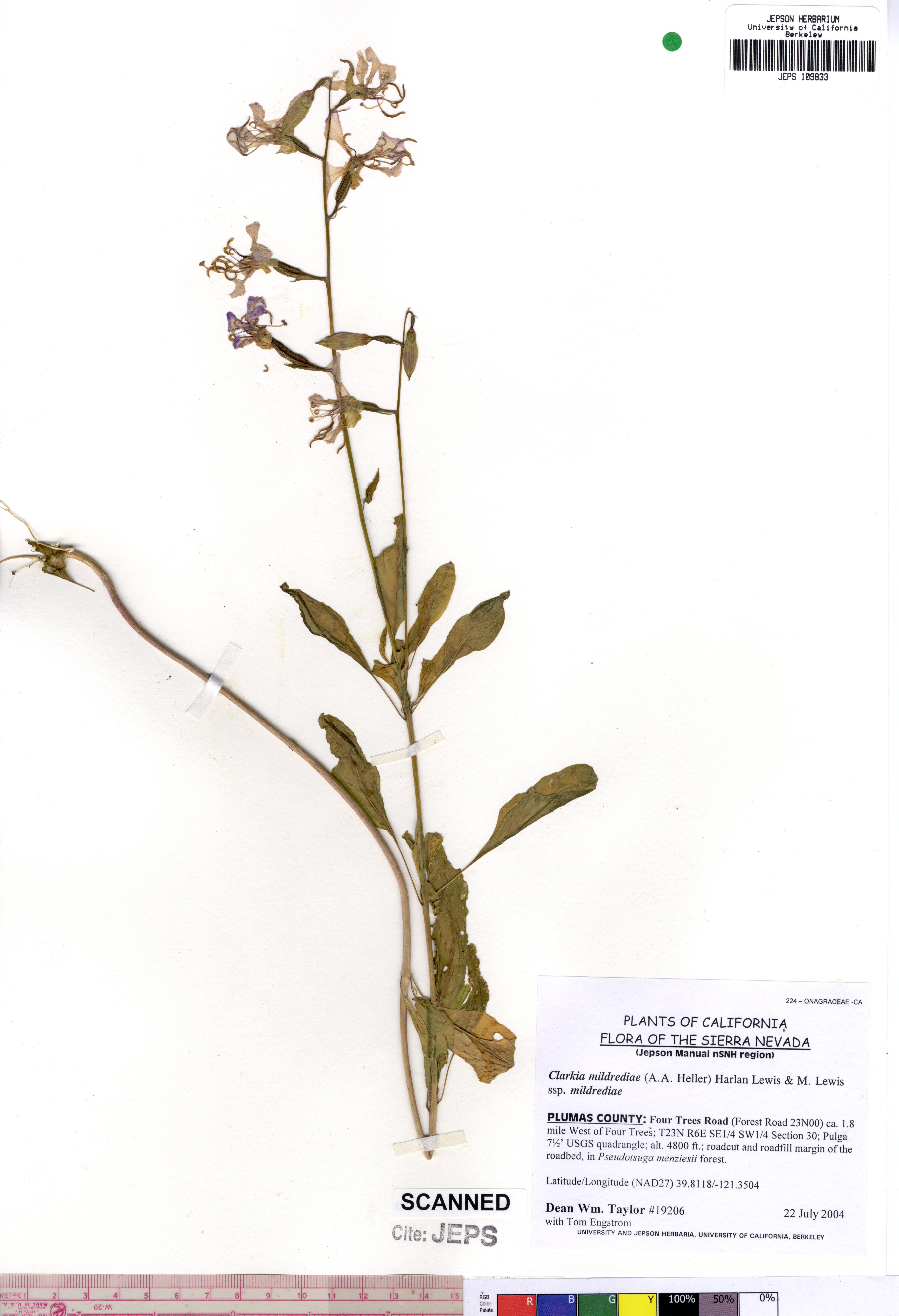